# Portia Doubleday
Portia Ann Doubleday (ur. 22 czerwca 1988 w Los Angeles) – amerykańska aktorka, która wystąpiła m.in. w serialu Mr. Robot.

## Filmografia

### Filmy
| Rok  | Tytuł                                                           | Rola                        | Uwagi           |
| ---- | --------------------------------------------------------------- | --------------------------- | --------------- |
| 1998 | Legend of the Mummy                                             | młoda Margaret              |                 |
| 2009 | 18                                                              | Becky                       | krótkometrażowy |
| 2009 | Grzeczny i grzeszny (Youth in Revolt)                           | Sheeni Saunders             |                 |
| 2010 | In Between Days                                                 | Lindley                     | krótkometrażowy |
| 2010 | Almost Kings                                                    | Lizzie                      |                 |
| 2011 | Agent XXL: Rodzinny interes (Big Mommas: Like Father, Like Son) | Jasmine Lee                 |                 |
| 2012 | K-11                                                            | Butterfly                   |                 |
| 2012 | Howard Cantour.com                                              | Dakota Zearing              | krótkometrażowy |
| 2013 | Carrie                                                          | Christine „Chris” Hargensen |                 |
| 2013 | Ona (Her)                                                       | Isabella                    |                 |
| 2015 | After the Ball                                                  | Kate / Nate                 |                 |
| 2020 | Wyspa Fantazji (Fantasy Island)                                 | Sonja                       |                 |

### Telewizja
| Rok       | Tytuł        | Rola        | Uwagi                   |
| --------- | ------------ | ----------- | ----------------------- |
| 2011      | Mr. Sunshine | Heather     | 12 odc.                 |
| 2015–2019 | Mr. Robot    | Angela Moss | w gł. obsadzie; 36 odc. |